# Julius van Zuylen van Nijevelt

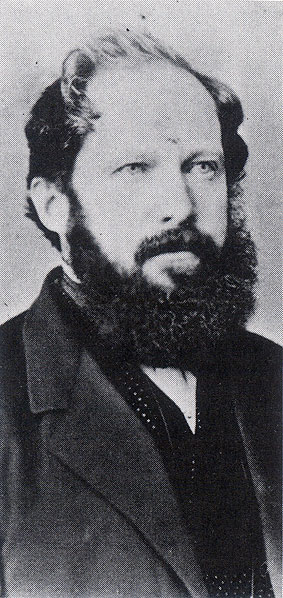

Graf Julius Philip Jacob Adriaan van Zuylen van Nijevelt, auch Jules van Zuylen van Nijevelt (* 19. August 1819 in Dommeldange, Luxemburg; † 1. Juli 1894 in Den Haag) war ein niederländischer antirevolutionärer, später konservativer Staatsmann. 1866–1868 war er Vorsitzender des Ministerrats. Dieses Amt hatte sein Cousin Jacob van Zuylen van Nijevelt bereits 1861 ausgeübt.
Van Zuylen van Nijevelt studierte an der Universität Utrecht Rechtswissenschaften, wo er 1841 auch promovierte, und schlug anschließend eine diplomatische Laufbahn ein. 1860–1861 war er Außenminister. Nach einer Zeit als niederländischer Gesandter in Berlin (1863–1865) wurde er 1866–1868 auf persönlichen Wunsch König Willems III. erneut Außenminister und war gleichzeitig Vorsitzender des Ministerrats. In diese Amtsperiode fiel die Luxemburgkrise, in der van Zuylen eine bedeutende diplomatische Rolle spielte. Während die Krise ihn im Parlament in Schwierigkeiten brachte, soll Otto von Bismarck in diesem Zusammenhang zu ihm gesagt haben: Vous avez sauvé la paix de l'Europe.
| Vorgänger                         | Amt                                                     | Nachfolger              |
| --------------------------------- | ------------------------------------------------------- | ----------------------- |
| Isaäc Dignus Fransen van de Putte | Vorsitzender des Ministerrats der Niederlande 1866-1868 | Pieter Philip van Bosse |

| Personendaten    | Personendaten                                                                                             |
| ---------------- | --- |
| NAME             | Zuylen van Nijevelt, Julius van                                                                           |
| ALTERNATIVNAMEN  | Nijevelt, Julius Philip Jacob Adriaan van Zuylen van (vollständiger Name); Nijevelt, Jules van Zuylen van |
| KURZBESCHREIBUNG | niederländischer antirevolutionärer, später konservativer Staatsmann                                      |
| GEBURTSDATUM     | 19. August 1819                                                                                           |
| GEBURTSORT       | Dommeldange, Luxemburg                                                                                    |
| STERBEDATUM      | 1. Juli 1894                                                                                              |
| STERBEORT        | Den Haag                                                                                                  |